# Paleoctenophora brasseli
 Paleoctenophora brasseli  ist eine ausgestorbene Rippenquallen-Art, die sich in Schiefergestein des Hunsrück erhalten hat. Der Gattungsname setzt sich aus den Bestandteilen paleo für „alt“ und ctenophora, der wissenschaftlichen Bezeichnung der Rippenquallen zusammen; das Artepithet brasseli bezieht sich auf den Fossiliensammler Günther Brassel, in dessen Beständen die Art entdeckt wurde. 
George D. Stanley und Wilhelm Stürmer beschrieben die Art erstmals 1983 in der Wissenschafts-Zeitschrift Nature. Ihre Interpretation wurde durch M. Otto angegriffen, der Palaeoctenophora brasseli für Überreste von Armfüßer-Schalen hielt, von den Paläontologen Simon Conway Morris und Desmond H. Collins jedoch bestätigt.
Das einzige bekannte Exemplar befindet sich heute in der bayrischen Staatssammlung.

## Merkmale
Der durch stereoradiographische Untersuchungen mit Röntgenstrahlen untersuchte Fund lässt einen biradial-symmetrischen, eiförmig gestalteten Körperaufbau erkennen. Paleoctenophora brasseli maß demnach von der Mund- bis zur mundabgewandten Seite etwa 1,3 Zentimeter, im Querschnitt dagegen 0,9 Zentimeter.
Der durch eine leichte Einkerbung kenntlichen Mundseite gegenüber lassen sich kleine, granuläre Strukturen ausmachen, die als Überreste eines Statolithen angesehen werden, der bei modernen Rippenquallen Bestandteil des Gleichgewichtsorgans am mundabgewandten Ende ist. Von dieser mundabgewandten Seite laufen bei Paleoctenophora brasseli sieben bis acht streifenförmige Strukturen radial nach außen, die sich unschwer als Kammreihen identifizieren lassen, die wie bei den heutigen Tieren wohl der Fortbewegung dienten. Die meisten verlieren sich nach kurzer Strecke, während die längste über etwa drei Viertel der Körperlänge sichtbar ist.  
Längsseitig sind zwei vorspringende Strukturen erkennbar: Die erstere, kurz und relativ dick, ruhte vermutlich in einer internen Tasche und wird als in die Tentakelscheide eingezogenes Tentakel gewertet; die zweite ist fünf Zentimeter lang und ziemlich dünn, trägt dafür aber zahlreiche Querfäden. Sie wird als ausgestrecktes, mit Tentillen besetztes Tentakel interpretiert.
Ob feinverteilte dunkle Materie im Inneren des Fossils als Überrest von Muskelfasern sowie des internen Verdauungssystems zu werten ist, lässt sich nicht mit Bestimmtheit sagen.

## Fundort
Die Art wurde in Schiefergestein gefunden, das dem unteren Devon zugeordnet wird und aus dem Hunsrück bei Bundenbach stammt. Bei der Fossilisierung wurden organische Schwefelverbindungen durch Pyrit, also Eisensulfid, ersetzt.

## Stammesgeschichte
Die Art weist bereits alle Merkmale der heute bekannten Rippenquallen auf und wirft daher kein Licht auf die stammesgeschichtliche Entwicklung der Gruppe. Aufgrund der vorhandenen, in Scheiden entspringen Tentakel wird sie ähnlich wie die aus der gleichen Formation bekannte Art Archaeocydippida hunsrueckiana formell in die Klasse Tentaculata und die Ordnung Cydippida gestellt. Letztere ist allerdings vermutlich para- oder sogar polyphyletisch, umfasst also nicht alle Nachfahren des letzten gemeinsamen Vorfahren der Gruppe. In letzterem Fall wäre die Mitgliedschaft in dem Taxon Cydippida ohne Aussage und würde nur die schon bekannte Tatsache zum Ausdruck bringen, dass Paleoctenophora eine ausgestorbene Rippenqualle ist.